# رحمت أباد بزرغ (دشتابي الغربي)
رحمت أباد بزرغ (بالفارسية: رحمت‌آباد بزرگ) هي قرية تقع في إيران في قسم دشتابي الغربي الريفي. يقدر عدد سكانها بـ 1,283 نسمة .